# Abu Suwajr al-Mahatta
Abu Suwajr al-Mahatta (arab. أبو صوير المحطة) – miasto w Egipcie, w muhafazie Ismailia. W 2006 roku liczyło 24 265 mieszkańców.